# ペンタボラン(11)
ペンタボラン(11)(Pentaborane(11))は、化学式B5H11の無機化合物である。特に、研究がかなり進んでいるペンタボラン(9)と比べると、不明瞭な水素化ホウ素クラスターである。nido-型のペンタボラン(9)と比べて水素原子が2個多いペンタボラン(11)は、arachno-型のクラスターに分類される。

## 合成
多くの水素化ホウ素クラスターと同様に、ペンタボラン(11)は元々はジボランの熱分解により得られていた。より系統的な合成法としては、[B4H9]-の三臭化ホウ素での処理がある。ルイス酸が水素を除去して不安定なB4H8とし、これがB5H11の前駆体となる。
[B4H9]- +  BBr3   →   B4H8  +  HBBr3-
2 B4H8   →   B5H11  +  "B3H5"